# Kevin Curren
Kevin Curren (ur. 2 marca 1958 w Durbanie) – amerykański tenisista, który do kwietnia 1985 roku reprezentował RPA, zwycięzca turniejów wielkoszlemowych w grze podwójnej i mieszanej.

## Kariera tenisowa
Jako zawodowy tenisista Curren występował w latach 1979–1993.
W grze pojedynczej wygrał 5 turniejów rangi ATP World Tour, a w 8 był finalistą. W 1984 roku awansował do finału wielkoszlemowego Australian Open, przegrywając w spotkaniu o tytuł z Matsem Wilanderem. W kolejnym sezonie osiągnął finał Wimbledonu, w którym poniósł porażkę z Borisem Beckerem.
W grze podwójnej Curren doszedł do 53 finałów, z których w 26 zwyciężył. W 1982 roku został mistrzem US Open, a tworzył parę ze Steve'em Dentonem. W meczu finałowym para Curren–Denton pokonała Victora Amayę i Hanka Pfistera.
Curren odnosił sukcesy również w grze mieszanej, w której 3 razy został triumfatorem rozgrywek wielkoszlemowych. Za każdym razem zwycięską parę tworzył z Anne Smith. W 1981 i 1982 roku byli najlepsi na US Open, a na Wimbledonie wygrali w 1982 roku.
W rankingu gry pojedynczej Curren najwyżej był na 5. miejscu (22 lipca 1985), a w klasyfikacji gry podwójnej na 3. pozycji (3 stycznia 1983).
Po zakończeniu kariery został kapitanem RPA w Pucharze Davisa.

### Finały w turniejach wielkoszlemowych

#### Gra pojedyncza (0–2)
| Końcowy wynik | Nr | Data | Turniej                    | Nawierzchnia | Przeciwnik    | Wynik finału       |
| ------------- | -- | ---- | -------------------------- | ------------ | ------------- | ------------------ |
| Finalista     | 1. | 1984 | Australian Open, Melbourne | Trawiasta    | Mats Wilander | 7:6, 4:6, 6:7, 2:6 |
| Finalista     | 2. | 1985 | Wimbledon, Londyn          | Trawiasta    | Boris Becker  | 3:6, 7:6, 6:7, 4:6 |

#### Gra podwójna (1–0)
| Końcowy wynik | Nr | Data | Turniej            | Nawierzchnia | Partner      | Przeciwnicy               | Wynik finału            |
| ------------- | -- | ---- | ------------------ | ------------ | ------------ | ------------------------- | ----------------------- |
| Zwycięzca     | 1. | 1982 | US Open, Nowy Jork | Twarda       | Steve Denton | Victor Amaya Hank Pfister | 6:2, 6:7, 5:7, 6:2, 6:4 |

#### Gra mieszana (3–0)
| Końcowy wynik | Nr | Data | Turniej            | Nawierzchnia | Partnerka  | Przeciwnicy                 | Wynik finału  |
| ------------- | -- | ---- | ------------------ | ------------ | ---------- | --------------------------- | ------------- |
| Zwycięzca     | 1. | 1981 | US Open, Nowy Jork | Twarda       | Anne Smith | JoAnne Russell Steve Denton | 6:3, 7:6      |
| Zwycięzca     | 2. | 1982 | Wimbledon, Londyn  | Trawiasta    | Anne Smith | Wendy Turnbull John Lloyd   | 2:6, 6:3, 7:5 |
| Zwycięzca     | 3. | 1982 | US Open, Nowy Jork | Twarda       | Anne Smith | Barbara Potter Ferdi Taygan | 6:7, 7:6, 7:6 |